# Goulven
Goulven (bretonisch Goulc’henⓘ) ist eine französische Gemeinde im Département Finistère mit 439 Einwohnern (Stand 1. Januar 2022). Die Bewohner werden Goulvinois und Goulvinoises genannt.

## Geografie
Goulven befindet sich im Nordwesten der Bretagne direkt an der Küste des Ärmelkanals. An der östlichen Gemeindegrenze verläuft der Fluss Flèche und mündet in die Bucht von Goulven.
Lesneven liegt 7 Kilometer südlich, Brest 30 Kilometer südwestlich und Paris etwa 480 Kilometer östlich.

## Verkehr
Bei Landerneau und Brest befinden sich die nächsten Abfahrten an der Schnellstraße E 50 (Rennes-Brest) und  Regionalbahnhöfe an den Bahnlinien Brest-Rennes und Brest-Nantes.
Der Regionalflughafen Aéroport de Brest Bretagne liegt 22 km südwestlich der Gemeinde.

## Bevölkerungsentwicklung
| Jahr                       | 1962 | 1968 | 1975 | 1982 | 1990 | 1999 | 2007 | 2017 |
| Einwohner                  | 561  | 510  | 444  | 470  | 482  | 447  | 453  | 446  |
| Quellen: Cassini und INSEE |      |      |      |      |      |      |      |      |

## Sehenswürdigkeiten

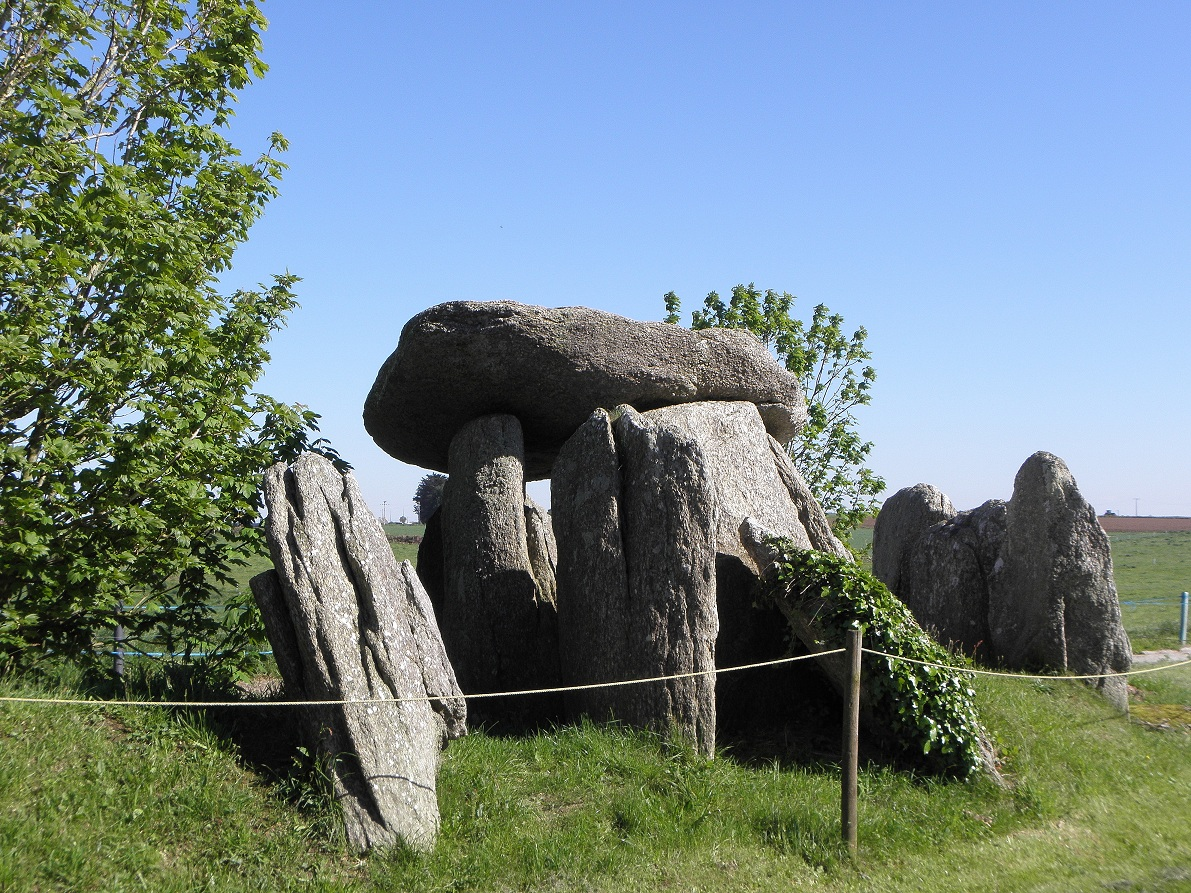
Dolmen Créac’h-Gallic

- Créac’h-Gallic, Dolmen Goulven oder Dolmen de Tréguelc'hier
- Kirche Saint-Goulven und Beinhaus
- Kapelle Pénity

Siehe auch: Liste der Monuments historiques in Goulven